# التعذيب خلال الاحتجاجات البحرينية 2011
التعذيب خلال الاحتجاجات البحرينية 2011وصف في العديد من تقارير حقوق الإنسان بأنه الأوسع نطاق ومنهجي. 64٪ من المعتقلين البالغ عددهم 1866 شخص تعرضوا للتعذيب. قتل خمسة أشخاص على الأقل نتيجة لذلك. خلال الاحتجاجات تم استجواب المعتقلين من قبل ثلاث وكالات حكومية وهي وزارة الداخلية وجهاز الأمن الوطني وقوة دفاع البحرين.
وفقا لتقرير اللجنة البحرينية المستقلة لتقصي الحقائق فإنه لحقت بالمتظاهرين انتهاكات جسدية ونفسية من قبل جهاز الأمن الوطني ووزارة الداخلية بشكل منتظم وفي كثير من الحالات وصلت إلى حد التعذيب. خلص التقرير إلى أن التقنيات المستخدمة كانت مشابهة لتلك التي استخدمت أثناء قمع الانتفاضة التسعينية وتدل على مشكلة منهجية والتي لا يمكن تناولها إلا على مستوى الأنظمة.

## الخلفية
كثيرا ما استخدمت الحكومة التعذيب في عصر قانون أمن الدولة من 1975 إلى 1999 ونتجت عنه وفاة 17 شخص. على إثر تولي حمد بن عيسى بن سلمان آل خليفة سدة الحكم بعد وفاة والده عيسى بن سلمان آل خليفة في عام 1999 فقد انخفضت تقارير التعذيب بشكل كبير وتحسنت ظروف الاحتجاز. المرسوم الملكي 56 لسنة 2002 أعطى حصانة فعالة لجميع المتهمين بالتعذيب خلال الانتفاضة التسعينية مثل إيان هندرسون وعادل فليفل. في نهاية عام 2007 بدأ التعذيب يستخدم مرة أخرى وبحلول عام 2010 كان قد أصبح شائعا مرة أخرى.

## تقنيات الإساءة
وصف المعتقلون عدد من التقنيات المحددة التي تستخدمها السلطات البحرينية للحصول على المعلومات لحثهم على الاعتراف. هذه التقنيات مستخدمة على حد سواء للإيذاء النفسي والجسدي.

### الاعتداء الجسدي
أفادت تقارير عن الاعتداءات الجسدية بداية من وقت القبض عليهم وأثناء النقل وطوال فترة الاحتجاز بما في ذلك في المستشفى حيث أفاد بعض المعتقلين عن ضرب الجروح الأخيرة. يتم ضربهم بشكل اعتيادي وأحيانا على مدى فترة أشهر على الظهر والرأس وباطن القدمين بشكل خاص.
تعصب عيون المعتقلين لمنعهم من تحديد هوية المعتدين. تقريبا جميع المعتقلين لديهم علامات على أنوفهم والمعصمين ناجم عن ضيق عصب العينين وتكبيل اليدين. أحيانا يتم وضع الأصفاد بإحكام مما يتسبب في فقدان الإحساس في اليدين. تشمل التقنيات الحرمان من النوم واستخدام الماء البارد والضرب البدني والاستماع لأصوات عالية. أفاد معظم المعتقلين عن إجبارهم على البقاء واقفين لفترات طويلة وغالبا على ساق واحدة وأحيانا يجري تعليقهم بالحبال في أوضاع مؤلمة. تتم زيادة درجات الحرارة إلى شديدة البرودة عن طريق تبليل الملابس والفراش. تم حرقهم بالسجائر والصدمات الكهربائية على 100 معتقل على الأقل. كما تم الاعتداء على عدد من المعتقلين جنسيا عن طريق لمس أعضائهم التناسلية أو بالإصبع أو إدخال فوهات البنادق في فتحة الشرج.

### الإيذاء النفسي
تقريبا خضع جميع المعتقلين للتعذيب النفسي بأشكال مختلفة. وفقا لتقرير لجنة تقصي الحقائق فإن «مناخ الخوف» تم إنشاؤه في المعتقلين الذين سمعوا زملائه المحتجزين وهم يتعذبون. تعرض جميع المعتقلين إلى الإساءة اللفظية ولا سيما التي تنطوي على تصريحات مهينة لدين المعتقلين أو أقاربهم. هدد عدد من المعتقلين بالاغتصاب إما شخصيا أو أحد أفراد الأسرة. احتجز بعضهم في الحبس الانفرادي لفترات طويلة. تضمنت أشكال الوعيد والمعاملة المهينة المستخدمة إعدام وهمي ونزع الملابس قبل الضرب وإجبار المعتقلين على تنظيف المراحيض بأيديهم العارية أو في حالة واحدة ذكرت إجبارهم على أكل برازهم.

## الوفيات
عزا تقرير لجنة تقصي الحقائق خمس حالات وفاة معتقلين للتعذيب. اتهم مركز البحرين لحقوق الإنسان بقتل 12 شخصا آخر عن طريق «التعذيب والضرب». وثقت لجنة تقصي الحقائق حالة واحدة من أصل خمس حالات وفاة عبر أساليب التعذيب من قبل جهاز الأمن الوطني بينما قتل الأربعة الآخرون في مركز اعتقال الحوض الجاف عن طريق وزارة الداخلية.

### حسن جاسم محمد مكي
توفي حسن جاسم محمد مكي وهو بحريني يبلغ من العمر 39 عاما من قرية كرزكان في 3 أبريل 2011. يعزى سبب الوفاة إلى سكتة قلبية ناجمة عن مرض فقر الدم المنجلي. فحصت منظمة العفو الدولية ومنظمة أطباء بلا حدود الجثمان وذكرت وجود جروح بواسطة أدوات حادة لحقت به مما يشير إلى أنه تعرضه للتعذيب أثناء اعتقاله. أهملت حالته الطبية بينما كان في عهدة الحكومة وعزت اللجنة وفاته للتعذيب.

### زكريا راشد حسن العشيري
كان زكريا العشيري مدون بحريني يبلغ من العمر الأربعين عاما وصحافي في موقع أخبار قرية الدير. توفي في 9 أبريل 2011 رسميا نتيجة لفشل القلب والسكتة القلبية الهائل نتيجة مضاعفات مرض فقر الدم المنجلي بينما كان في عهدة وزارة الداخلية. ذكرت عائلته أنها لم تعرف سابقا إصابته بمرض فقر الدم المنجلي على الرغم من كونه ناقلا. على الرغم من أن وزارة الداخلية أبلغت الأسرة أنه توفي نتيجة هذا المرض وهم نائم إلا أن زميله في الزنزانة وهو معصوب العينين سمع حراس السجن يضربون زكريا حتى الموت عندما رفض أن يبقى هادئا. عزت اللجنة وفاته للتعذيب.

### علي عيسى إبراهيم صقر
علي صقر بحريني يبلغ من العمر 31 عاما من السهلة توفي في 9 أبريل 2011 بسبب نقص الدم نتيجة صدمات متعددة لحقت به خلال التعذيب في عهدة وزارة الداخلية. غطى جسده كدمات حمراء لا سيما على ظهر اليدين وحول العين اليمنى. ادعت وزارة الداخلية أنه توفي متأثرا بجروح بينما كان يقاوم قوات الأمن. ذكر الناشط البحريني في مجال حقوق الإنسان نبيل رجب أن المدعي العام العسكري من قبل وزارة الداخلية نشر صور يزعم التلاعب في جثة علي صقر في حسابه على تويتر. أكد باحثي هيومن رايتس ووتش أن الصور حقيقية.

### عبد الكريم علي أحمد فخراوي
عبد الكريم فخراوي صحفي بحريني يبلغ من العمر 49 عاما ورجل أعمال ومؤسس مشارك لصحيفة صحيفة الوسط الشيعية المعارضة وصاحب إحدى أكبر المكتبات في البحرين. كما كان أيضا عضوا في جمعية الوفاق الوطني الإسلامية الشيعية المعارضة. توفي في 11 أبريل 2011 نتيجة إصابات لحقت به خلال التعذيب أثناء احتجازه لدى جهاز الأمن الوطني. على الرغم من مزاعم الحكومة بأن وفاة فخراوي وقعت خلال مشاجرة مع اثنين من ضباط الجهاز ومن الفشل الكلوي فإن شهود عيان أفادوا بأنهم سمعوا صراخه حين تلقي الضرب ثم فجأة توقف الصراخ وبعد ذلك قال ضابط لآخر «أنت قتلته».

### جابر إبراهيم يوسف محمد عليوات
جابر إبراهيم يوسف محمد عليوات وهو بحريني يبلغ من العمر 41 عاما من قرية خميس توفي في 12 يونيو 2011 نتيجة إصابات لحقت بهم أثناء وجوده في عهدة وزارة الداخلية. بعد 20 يوما من اعتقاله سمح لأسرة عليوات لزيارة وذكرت رؤية كدمات على وجهه ورأسه ويده اليسرى التي لم يكن باستطاعته تحريكها. أطلق سراحه من السجن في 9 يونيو وترك خارج مدخل مستشفى. توفي بعد ثلاثة أيام نتيجة آلام في المعدة.

### يوسف أحمد الموالي
اعتبر يوسف أحمد الموالي وهو سوري في عداد المفقودين في 9 يناير 2012. عندما أبلغت أسرته عن فقدانه في 11 يناير 2012 قيل لهم من قبل ضابط الشرطة أن يوسف كان في المديرية العامة للمباحث الجنائية والأدلة الجنائية في العدلية. نفت وزارة الداخلية وجود الموالي في عهدتهم وزعموا أنه قد غرق وأنه تم العثور على جثته بعد غسلها على شاطئ جزر أمواج في 13 يناير 2012. أشارت شهادة الوفاة أن الوفاة قد وقعت قبل يومين.
شرعت وزارة الداخلية لإجراء تشريح للجثة من دون الحصول على موافقة الأسرة الذين لم يسمح لهم برؤية الجثمان حتى صباح اليوم التالي. قال عم الموالي لمحامية العائلة حنان العرادي أن هناك علامات واضحة للتعذيب على رأس ابن أخيه ورقبته وحرق بالسجائر على ذراعيه وكدمات في أجزاء مختلفة من الجسم. على الرغم من مطالبة الأسرة بأن الموالي قد تعرض للتعذيب حتى الموت أصرت وزارة الداخلية أن سبب الوفاة كان الغرق.
دعت جمعية الوفاق لإجراء تحقيق دولي مستقل في القضية زاعمة أنها فقدت ثقتها في نزاهة القضاء وقوات الأمن البحرينية. سلم الجثمان للعائلة في 21 يناير 2012 أي بعد 10 أيام من وفاة الموالي. أقيمت مراسم العزاء في المحرق في نفس اليوم.
في مايو اضطرت الحكومة البحرينية على إنكار أدلة التشريح المستقل بأن الموالي تعرض للتعذيب عن طريق الصدمات الكهربائية من قبل الشرطة حتى فقد وعيه ثم ألقي في الماء بينما لا يزال فاقدا للوعي وغرق.

## نفي الحكومة
نفت وزارة التنمية الاجتماعية لمنظمة حقوق الإنسان أولا استخدام البحرين للتعذيب مؤكدة بأن «جميع الذين تم القبض عليهم تم من خلال مذكرة اعتقال بوثائق صحيحة» وأنه لم يتم اعتقال هؤلاء الأشخاص عن طريق رجال ملثمين من منازلهم وأن تحقيق الحكومة حول الحوادث المزعومة وجد حالات فردية فقط.
قال عبد العزيز بن مبارك مدير العلاقات الإعلامية في هيئة شئون الإعلام البحرينية لقناة إيه بي سي نيوز أن هذه الحالات الفردية اتخذت محمل الجد وتم إجراء تحقيق حيث تم اعتقال خمس من حراس السجن متورطين في مقتل أحد المتظاهرين ولكن أطلق سراحهم في نهاية المطاف دون اتخاذ المزيد من الإجراءات.

## غياب المحاسبة
وصف تقرير لجنة تقصي الحقائق «ثقافة الإفلات من العقاب الكامل» بسبب عدم وجود المساءلة داخل قوات الأمن الذين يدعمونهم القضاة والموظفين العموميين من «التغاضي ضمنيا» عن سوء السلوك. كان أحد القضاة قد قبل اعترافات زعم أنها انتزعت تحت وطأة التعذيب كأدلة ضد المعتقلين. أيضا أفاد أحد المعتقلين عن ضربه وتهديده بعد الإدلاء بالشهادة في المحكمة بشأن سوء معاملته.